# Пасечник, Владимир Артёмович
Влади́мир Артёмович Па́сечник (12 октября 1937, Сталинград — 21 ноября 2001, Солсбери) — советский учёный-микробиолог, директор ленинградского Института особо чистых биопрепаратов. В конце 1989 года, будучи в рабочей поездке во Франции, попросил политического убежища у Великобритании. Предоставил британским спецслужбам информацию о секретных разработках по созданию биологического оружия в СССР. Его сообщения были поддержаны бежавшим в США в 1992 году первым заместителем начальника сверхсекретного объединения «Биопрепарат» полковником Канатжаном Алибековым. По словам Пасечника, его работа заключалась в разработке и совершенствовании производственных процессов и оборудования в рамках программы по созданию бактериологического оружия. Официальной же задачей называлась разработка вакцин и средств защиты растений.
В 1990-е годы Владимир Пасечник работал в Исследовательском центре прикладной микробиологии близ города Солсбери. В феврале 2000 года основал собственную фармацевтическую компанию Regman Biotechnologies. Был обнаружен мёртвым в своем доме 21 ноября 2001 года. Официальная причина смерти — инсульт.

## Биография
Владимир Пасечник родился 12 октября 1937 года в Сталинграде. После окончания Ленинградского политехнического института Пасечник работал в Институте высокомолекулярных соединений, где занимался сначала проблемами радиохимии и химиотерапии онкологических заболеваний, а затем исследовал воздействие антибиотиков на клетки.
В 1974 году к Пасечнику обратился заместитель начальника Главного управления медицинской и микробиологической промышленности при Совете Министров СССР генерал Всеволод Огарков с предложением организовать в Ленинграде научную лабораторию под его руководством. Генерал обещал неограниченное финансовое обеспечение для закупки иностранного оборудования и подбор лучших специалистов. Пасечник согласился, рассматривая предложение генерала как шанс реализовать свои многообещающие исследования по созданию новых лекарственных средств против рака. Позже лаборатория преобразовалась в Институт особо чистых биопрепаратов. К 1981 году штат сотрудников лаборатории насчитывал, по словам В. Пасечника, 400 специалистов. Институт обладал огромным бюджетом с доступом к самым передовым западным достижениям в области биотехнологий. Позже Пасечник узнал истинное предназначение института. Лаборатория, которую он создал, была в действительности частью научно-производственного объединения «Биопрепарат», включавшего десятки организаций по всему Советскому Союзу. Основной задачей объединения и его институтов, помимо обычного производства медицинских лекарств и вакцин, была секретная работа над смертельными вирусами и бактериями с целью использования их в качестве биологического оружия. Исследования и оценка применимости в военных целях охватывали около 50 болезнетворных агентов.
Одной из главных задач объединения была разработка новых штаммов микробов, устойчивых к действию антибиотиков, и производство их в виде аэрозолей. Лаборатория Пасечника занималась поисками оптимальных решений по способам начинения болезнетворными микроорганизмами средств поражения, обеспечения их продолжительного существования и распространения. С помощью исследований лаборатории Пасечника советским учёным удалось разработать новый штамм туляремии, а также устойчивого к антибиотикам микроба на основе лёгочной чумы.
К 1988 году Пасечник получил звание генерал-майора и встал во главе двух заводов и трёх научных лабораторий. В конце 1988 года он начал планировать бегство из СССР. Однако к тому моменту ему ещё ни разу не разрешалось выезжать за границу. Шанс появился летом 1989 года. Тогда «Биопрепарат» приступил к переговорам с заводом в Тулузе о поставках в СССР оборудования для химических лабораторий. В качестве награды за долгую научную деятельность в октябре 1989 года Пасечнику разрешили поехать в служебную загранкомандировку во Францию. Там он связался по телефону с британским посольством и попросил политического убежища. Из Парижа Пасечника переправили в Лондон. Перебежчик предоставил разведслужбам секретную информацию о советской программе создания биологического оружия. В дальнейшем она позволила США оказывать давление на СССР с целью прекращения каких-либо исследований и разработок бактерологического вооружения.
В 1993 году британское правительство разрешило Владимиру Пасечнику выступать публично. В 1994 году в своей книге «The New Spies» писатель Джеймс Адамс рассказал историю советского биолога. Пасечник жил в английском городе Солсбери и работал в Исследовательском центре прикладной микробиологии Портон-Дауна. В 2000 году создал собственную фирму, занимающуюся научными исследованиями. Пасечник был женат и имел троих детей.
21 ноября 2001 года Владимир Пасечник был найден мёртвым в своём доме. Официальная причина смерти — инсульт. Некоторые издания посчитали кончину Пасечника странной и связали её с чередой смертей других микробиологов. В 2001—2002 годах 11 учёных разной национальной принадлежности умерли в течение полугода при различных обстоятельствах. Предположительно все они тем или иным образом были связаны с разработкой бактериологического оружия.

## Работы
- Черкасов А. Н., Пасечник В. А. Мембраны и сорбенты в биотехнологии. — Л.: Химия, 1991 . — 240 с.